# Vincent Avogari de Gentile
Vincent Avogari de Gentile, né le 4 février 1760 à Nonza (République corse) et mort le 6 juin 1825 à Eclassan (Ardèche), est un général du Premier Empire, inspecteur général de la Gendarmerie du royaume de Naples durant le Premier Empire.

## Biographie
Il entre en service comme cadet au Régiment Royal-Corse en 1777, et il passe au Régiment des Chasseurs Corses le 14 mai 1788. Il est nommé sous-lieutenant le 8 avril 1779, et le 23 novembre 1791, il rejoint le 3e bataillon d'infanterie légère avec le grade de lieutenant.
Attaché à la 28e division de Gendarmerie, en Corse le 10 janvier 1792, il est promu capitaine le 19 juin 1792, puis chef d’escadron le 24 mai 1795, commandant le 48e escadron des départements du Gard et de l'Hérault. Il est employé en Corse, en 1796, et en 1798, il est muté à la 24e Légion de Gendarmerie à Nîmes, sous les ordres du colonel commandant le 47e escadron des départements des Bouches-du-Rhône et du Vaucluse.
Chargé de la mission sensible d'organiser la gendarmerie du royaume d'Italie lors de la création de celle-ci, il est nommé colonel, par décret du 31 mai 1806, attaché de la 1re légion de gendarmerie napolitaine. Il est promu maréchal de camp le 20 mai 1808, commandant la gendarmerie du royaume de Naples, et le 20 mars 1810, il est élevé au grade de lieutenant général, inspecteur-général de la gendarmerie du royaume de Naples.
Sa carrière à Naples et les hautes responsabilités qu'il y occupe s'expliquent par l'amitié qui l'unissait au couple royal Joachim Murat et Caroline Bonaparte.
Il est réadmis au service de la France avec le grade de lieutenant-général de gendarmerie, par ordonnance de Louis XVIII, du 18 décembre 1816.

## Décorations
- Sabre d'honneur attribué par le Directoire le 12 germinal an VI en récompense de sa conduite courageuse face à la révolte en Corse en l'an VI.
- Chevalier de la Légion d’honneur par décret du 26 prairial an XII (14 juin 1804)
- Chevalier de Saint-Louis par ordonnance du 8 mars 1818.
- Grand-Cordon de l’ordre royal des Deux-Siciles le 25 mai 1813.

## Sources
- Dossier de Légion d'honneur du général Gentile.
- Paul Louis Albertini, Georges Rivollet, La Corse militaire: ses généraux: monarchie, Révolution, 1er Empire, éd. 	J. Peyronnet, 1959.
- Jean-Baptiste-Pierre Courcelles, Dictionnaire historique et biographique des généraux français: depuis le onzième siècle jusqu'en 1823, éd. Bertrand, 1822.
- Aurélien Lignereux, Servir Napoléon - Policiers et gendarmes dans les départements annexés (1796-1814), Éditions Champ Vallon, 2012.